# Emerson Etem
Emerson Etem (né le 16 juin 1992 à Long Beach, dans l'État de la Californie aux États-Unis) est un joueur professionnel américain de hockey sur glace.

## Carrière de joueur
À 14 ans, il joint l'équipe de la Shattuck-St. Mary's School au Minnesota sous l'influence de son frère Martin qui y a évolué quelques années auparavant avec Sidney Crosby. Il se retrouve par la suite dans le programme américain de développement pour la saison 2008-09.
Au lieu de continuer son développement aux États-Unis, il choisit de s'exiler au Canada où il joue la saison 2009-2010 avec les Tigers de Medicine Hat. Au terme de la saison, il est le meneur des recrues chez les buteurs. Il est alors classé 8e meilleurs espoirs chez les joueurs nord-américain en vue du repêchage de la Ligue nationale de hockey qui se tient cette année-là à Los Angeles. Il est finalement repêché au 29e rang par les Ducks d'Anaheim.
Le 27 juin 2015, il est échangé aux Rangers de New York avec un choix de repêchage en retour de notamment Carl Hagelin.
Le 14 juillet 2015, il signe un nouveau contrat avec les Rangers de New York pour un an et un salaire de 850 000 dollars.
Le 13 octobre 2016, il est réclamé au ballottage par son équipe d'origine, les Ducks d'Anaheim.

## Statistiques
| Saison     | Équipe                       | Ligue      |     | Saison régulière | Saison régulière | Saison régulière | Saison régulière | Saison régulière |    | Séries éliminatoires | Séries éliminatoires | Séries éliminatoires | Séries éliminatoires | Séries éliminatoires |
| Saison     | Équipe                       | Ligue      | PJ  | B                | A                | Pts              | Pun              | PJ               | B  | A                    | Pts                  | Pun                  |                      |                      |
| 2007-2008  | Shattuck-St. Mary's School   | High MN    |     |                  |                  |                  |                  |                  |    |                      |                      |                      |                      |                      |
| 2008-2009  | Équipe des États-Unis 18 ans | Ind        | 4   | 2                | 0                | 2                | 2                | -                | -  | -                    | -                    | -                    |                      |                      |
| 2008-2009  | Équipe des États-Unis 18 ans | NAHL       | 40  | 19               | 14               | 33               | 16               | 9                | 4  | 4                    | 8                    | 4                    |                      |                      |
| 2009-2010  | Tigers de Medicine Hat       | LHOu       | 72  | 37               | 28               | 65               | 26               | 12               | 7  | 3                    | 10                   | 0                    |                      |                      |
| 2010-2011  | Tigers de Medicine Hat       | LHOu       | 65  | 45               | 35               | 80               | 24               | 15               | 10 | 11                   | 21                   | 7                    |                      |                      |
| 2011-2012  | Tigers de Medicine Hat       | LHOu       | 65  | 61               | 46               | 107              | 34               | 7                | 7  | 6                    | 13                   | 13                   |                      |                      |
| 2011-2012  | Crunch de Syracuse           | LAH        | 2   | 1                | 0                | 1                | 2                | 4                | 2  | 0                    | 2                    | 0                    |                      |                      |
| 2012-2013  | Admirals de Norfolk          | LAH        | 45  | 13               | 3                | 16               | 12               | -                | -  | -                    | -                    | -                    |                      |                      |
| 2012-2013  | Ducks d'Anaheim              | LNH        | 38  | 3                | 7                | 10               | 9                | 7                | 3  | 2                    | 5                    | 2                    |                      |                      |
| 2013-2014  | Ducks d'Anaheim              | LNH        | 29  | 7                | 4                | 11               | 4                | 4                | 0  | 0                    | 0                    | 12                   |                      |                      |
| 2013-2014  | Admirals de Norfolk          | LAH        | 50  | 24               | 30               | 54               | 10               | 4                | 0  | 2                    | 2                    | 0                    |                      |                      |
| 2014-2015  | Ducks d'Anaheim              | LNH        | 45  | 5                | 5                | 10               | 4                | 12               | 3  | 0                    | 3                    | 0                    |                      |                      |
| 2014-2015  | Admirals de Norfolk          | LAH        | 22  | 13               | 8                | 21               | 2                | -                | -  | -                    | -                    | -                    |                      |                      |
| 2015-2016  | Rangers de New York          | LNH        | 19  | 0                | 3                | 3                | 2                | -                | -  | -                    | -                    | -                    |                      |                      |
| 2015-2016  | Canucks de Vancouver         | LNH        | 39  | 7                | 5                | 12               | 9                | -                | -  | -                    | -                    | -                    |                      |                      |
| 2016-2017  | Ducks d'Anaheim              | LNH        | 3   | 0                | 0                | 0                | 2                | -                | -  | -                    | -                    | -                    |                      |                      |
| 2016-2017  | Gulls de San Diego           | LAH        | 1   | 1                | 0                | 1                | 0                | -                | -  | -                    | -                    | -                    |                      |                      |
| 2017-2018  | Roadrunners de Tucson        | LAH        | 16  | 4                | 1                | 5                | 8                | -                | -  | -                    | -                    | -                    |                      |                      |
| 2017-2018  | HC Lugano                    | LNA        | 5   | 0                | 0                | 0                | 0                | 1                | 0  | 0                    | 0                    | 0                    |                      |                      |
| 2018-2019  | Reign d'Ontario              | LAH        | 9   | 1                | 0                | 1                | 0                | -                | -  | -                    | -                    | -                    |                      |                      |
| 2019-2020  | Cabri Bulldogs               | WMHL       | 11  | 14               | 33               | 47               | 0                | 2                | 3  | 10                   | 13                   | 0                    |                      |                      |
| Totaux LNH | Totaux LNH                   | Totaux LNH | 173 | 22               | 24               | 46               | 30               | 23               | 6  | 2                    | 8                    | 14                   |                      |                      |

## Parenté dans le sport
- Fils de Patricia Etem, membre de l'équipe américaine d'aviron lors des Jeux olympiques d'été de 1980 (boycotté par le pays) et de 1984[3].